# Jaroslav Dočkal
Jaroslav Dočkal (22. listopadu 1939 – 18. října 2021) byl český fotbalista, útočník a fotbalový trenér.

## Fotbalová kariéra
V československé lize hrál za Spartak Praha Sokolovo a SU Teplice. Po odchodu z Teplic hrál za Jablonec. Finalista Českého poháru 1969/70. V československé lize nastoupil ve 144 utkáních a dal 31 gólů, za Spartu nastoupil v 62 ligových utkáních a dal 15 gólů, za Teplice nastoupil v 82 ligových utkáních a dal 16 gólů.

## Ligová bilance
| Ročník                                   | Zápasy | Góly | Klub                   |
| ---------------------------------------- | ------ | ---- | ---------------------- |
| 1. československá fotbalová liga 1960/61 | 16     | 9    | Spartak Praha Sokolovo |
| 1. československá fotbalová liga 1961/62 | 23     | 4    | Spartak Praha Sokolovo |
| 1. československá fotbalová liga 1962/63 | 16     | 2    | Spartak Praha Sokolovo |
| 1. československá fotbalová liga 1963/64 | 7      | 0    | Spartak Praha Sokolovo |
| 1. československá fotbalová liga 1964/65 | 24     | 5    | SU Teplice             |
| 1. československá fotbalová liga 1965/66 | 25     | 4    | SU Teplice             |
| 1. československá fotbalová liga 1966/67 | 23     | 4    | SU Teplice             |
| 1. československá fotbalová liga 1967/68 | 10     | 3    | SU Teplice             |
| CELKEM 1. LIGA ČSSR                      | 144    | 31   |                        |

## Trenérská kariéra
- 1. československá fotbalová liga 1977/78 – Škoda Plzeň
- 1. československá fotbalová liga 1982/83 – Sigma Olomouc
- Česká národní fotbalová liga 1985/86 – Autoškoda Mladá Boleslav
- 1. československá fotbalová liga 1990/91 – Spartak Hradec Králové
- Gambrinus liga 1998/99 – FK Jablonec